# Lola Petticrew
Lola Petticrew, née le 26 décembre 1995, est une actrice nord-irlandaise.

## Biographie
Lola Petticrew est originaire de l'ouest de Belfast. Elle rejoint un groupe de théâtre local à l'âge de 12 ans. Elle s'est formée au Royal Welsh College of Music & Drama, obtenant son diplôme en 2017 avec un Bachelor of Arts in Acting.

## Vie privée
Lola est une personne queer et non-binaire qui utilise les pronoms neutres they/them (en français: iel) en parallèle des pronoms féminins.

## Filmographie

### Cinéma
- 2019 : A Bump Along the Way : Allegra
- 2019 : The Return of the Yuletide Kid : Toni
- 2020 : Dating Amber : Amber[5]
- 2020 : Here Are the Young Men : Amber
- 2020 : Shadows : Alex
- 2021 : Wolf : Parrot
- À venir : Tuesday

### Télévision
- 2018 : Next of Kin : Carla
- 2018 : Come Home : Laura Farrell (3 épisodes)
- 2020 : My Left Nut : Lucy (3 épisodes)
- 2021 : Three Families : Orla Healy (2 épisodes)[6]
- 2021 : Bloodlands : Izzy Brannick (4 épisodes)
- 2021 : Anne Boleyn : Jane Seymour (2 épisodes)
- 2024 : Say Nothing : Dolours Price (9 épisodes)